# Wierchniaja Sałda
Wierchniaja Sałda (ros. Верхняя Салда) – miasto w Federacji Rosyjskiej. Centrum administracyjne rejonu wierchniesałdińskiego w obwodzie swierdłowskim. W 2005 roku miasto liczyło 50,1 tys. mieszkańców.
Położone nad rzeką Sałda, 195 km od Jekaterynburga.

## Historia
Miasto powstało w 1778 roku jako osiedle budowniczych zakładów metalurgicznych. Osada rozrastała się, przybywało mieszkańców. Prawa miejskie nadano 24 grudnia 1938 roku.